# Spintharus flavidus
Espèce
Synonymes
- Spintharus elongatus Keyserling, 1884
- Spintharus lineatus O. Pickard-Cambridge, 1896
- Spintharus affinis O. Pickard-Cambridge, 1896
- Spintharus hentzi Levi, 1955

Spintharus flavidus est une espèce d'araignées aranéomorphes de la famille des Theridiidae.

## Distribution
Cette espèce est endémique des États-Unis.
Les populations centre et sud américaines qui par le passé étaient considérées comme appartenant à cette espèce en ont été exclues par Agnarsson, Van Patten, Sargeant, Chomitz, Dziki et Binford en 2018. La population des États-Unis pourrait constituer plusieurs espèces.

## Description

Spintharus flavidus ♀ vue dorsale

Spintharus flavidus ♀ vue latérale

Le mâle décrit par Agnarsson, Van Patten, Sargeant, Chomitz, Dziki et Binford en 2018 mesure 2,46 mm et la femelle 3,31 mm, les mâles mesurent de 2,46 à 3,94 mm et les femelles de 3,48 à 4,62 mm.

## Publication originale
- Hentz, 1850 : Descriptions and figures of the araneides of the United States. Boston Journal of Natural History, vol. 6, p. 18-35 & 271-295.